# Eli Cohen (espia)
Eli Cohen (hebreu: אלי כהן‎) (Alexandria, Egipte, 26 de desembre de 1924 - Damasc, Síria, 18 de maig de 1965) va ser un cèlebre espia israelià.

## Biografia

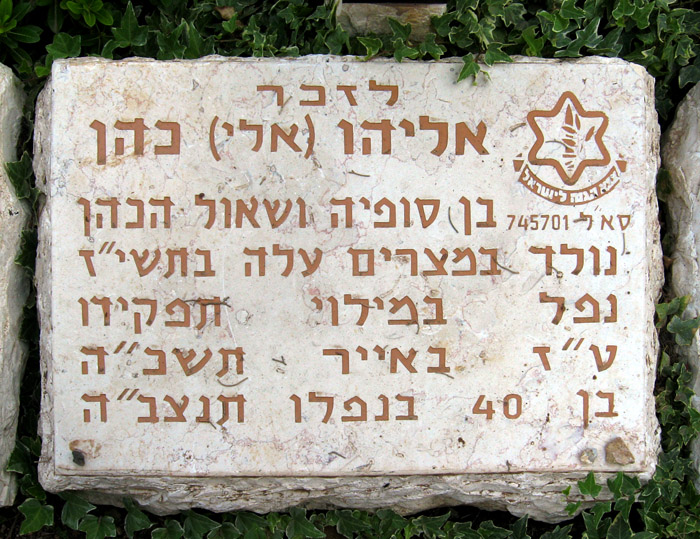
Monument en el seu honor en la Muntanya Herzl, Jerusalem.

Eli Cohen va ser reconegut com un dels més reeixits espies dels temps moderns. Nascut a Alexandria, Egipte, de pares jueus sirians d'Alep, va contribuir a activitats proisreaelians en el seu país en els anys 50, però la part més important de la seua carrera va començar quan va ser reclutat per la intel·ligència militar israeliana el 1960. Se'l va dotar d'una identitat falsa com a àrab-sirià que tornava a Síria després de viure a l'Argentina. Per a establir la seua coartada Cohen se'n va anar a Argentina el 1961 i a l'any següent es va traslladar a Damasc. Durant els següents anys, usant el sobrenom de Kamel Amin Tsa'abet (pronunciat com Sa'bet o Tha'bet), Cohen es va guanyar la confiança de diversos militars sirians i oficials del govern, i va enviar missatges xifrats a Israel per ràdio, cartes secretes i, ocasionalment, visitant Israel en persona. El seu assoliment més famós va ser el seu viatge a les fortificacions sirianes dels Alts del Golan. El 1964 el seu control va ser transferit al Mossad com a part de la reorganització duta a terme en els sistemes d'intel·ligència israelians. El gener de 1965 va ser enxampat in fraganti per experts soviètics enviant missatges de ràdio i per aquest fet va ser condemnat per espionatge. Malgrat els esforços internacionals perquè Síria canviara la sentència de mort, fins i tot del Papa Pau VI, va acabar sent penjat públicament en la plaça de Marje de Damasc. El seu cadàver es va mantenir penjat durant hores, amb un cartell en el qual es descrivien els seus "crims" i el seu "servei a l'enemic". Avui dia, Síria rebutja tornar les despulles d'Eli Cohen a la seua família per a un enterrament a Israel.